# Julian Grabiński
Julian Grabiński (przed 1850, zm. po 1900, działał w latach 1862-1896) – aktor, śpiewak (baryton), dyrektor teatrów prowincjonalnych i warszawskich teatrów ogródkowych, przedsiębiorca teatralny.

## Kariera aktorska
Występował jako aktor i śpiewak w zespołach teatrów prowincjonalnych: Konstantego Łobojki (1862), Lucjana Ortyńskiego (1862-1864), Piotra Woźniakowskiego (1864-1866, 1868), Aleksandra Carmantranda (1869), Anastazego Trapszy (1869-1872), Kazimierza Filleborna (sez. 1877/1878), Łucjana Kościeleckiego (1888-1891), a także przez cały okres aktywności w organizowanych przez siebie zespołach. Występował w warszawskich teatrach ogródkowych: "Tivoli" (1875, 1883), "Alkazar" (1876), "Arkadia" (1878), "Eldorado" (1878), "Promenada" (1891), "Belle Vue" (1888-1890, 1896). Incydentalnie występował również w stałych teatrach w Krakowie (1866), Lwowie (1866) i Poznaniu (sez. 1872/73), jednak nie nawiązał z nimi stałej współpracy. Grał role komediowe, np.: Astolfa (Odludki i poeta), Rotmistrza (Damy i huzary), Adolfa (Panna mężatka), Wistowskiego (Grube ryby) oraz bohaterskie i charakterystyczne: Botlwella (Maria Stuart), Karola (Zbójcy) i wojewody (Mazepa). Jako śpiewak wykonywał głównie partie barytonowe w operetkach: Menelausa (Piękna Helena), Midasa (Piękna Galatea) i w operach: Basilasa (Cyrulik sewilski) i Janusza (Halka). Po 1896 r. porzucił teatr i został nauczycielem na prowincji.

## Zarządzanie zespołami teatralnymi
Julian Grabiński należał do najbardziej ruchliwych i przedsiębiorczych zarządców teatrów prowincjonalnych. Obszar działalności grup teatralnych, które organizował od 1873 r., obejmował głównie małe miasta w Królestwie Polskim (m.in. Łódź, Kutno, Łowicz, Konin, Siedlce, Radom, Częstochowa, Piotrków, Włocławek, Płock, Suwałki, Augustów, Łomża, Kielce, Lipno, Łęczyca, Kalisz, Łęczna, Lublin) oraz warszawskie teatry ogródkowe. W ich repertuarze były głównie operetki i komedie. Okresowo zawierał współpracę w zakresie zarządzania zespołami teatralnymi, m.in. z Kazimierzem Fillebornem (1877) i Stefanem Krzyszkowskim (1879-1880).

## Życie prywatne
Jego żoną była aktorka teatralna Ludwika Grabińska.